# NGC 5733
NGC 5733 (другие обозначения — MCG 0-38-1, ZWG 20.2, PGC 52550) — спиральная галактика (Sc) в созвездии Дева.
Объект причисляют к галактикам низкой поверхностной яркости, которые обычно являются карликовыми.
Этот объект входит в число перечисленных в оригинальной редакции «Нового общего каталога».